# Enrico Galavotti
Enrico Galavotti (Mirandola, 22 ottobre 1971) è uno storico italiano. 
Insegna Storia del cristianesimo e Storia della teologia presso l’Università di Chieti-Pescara.

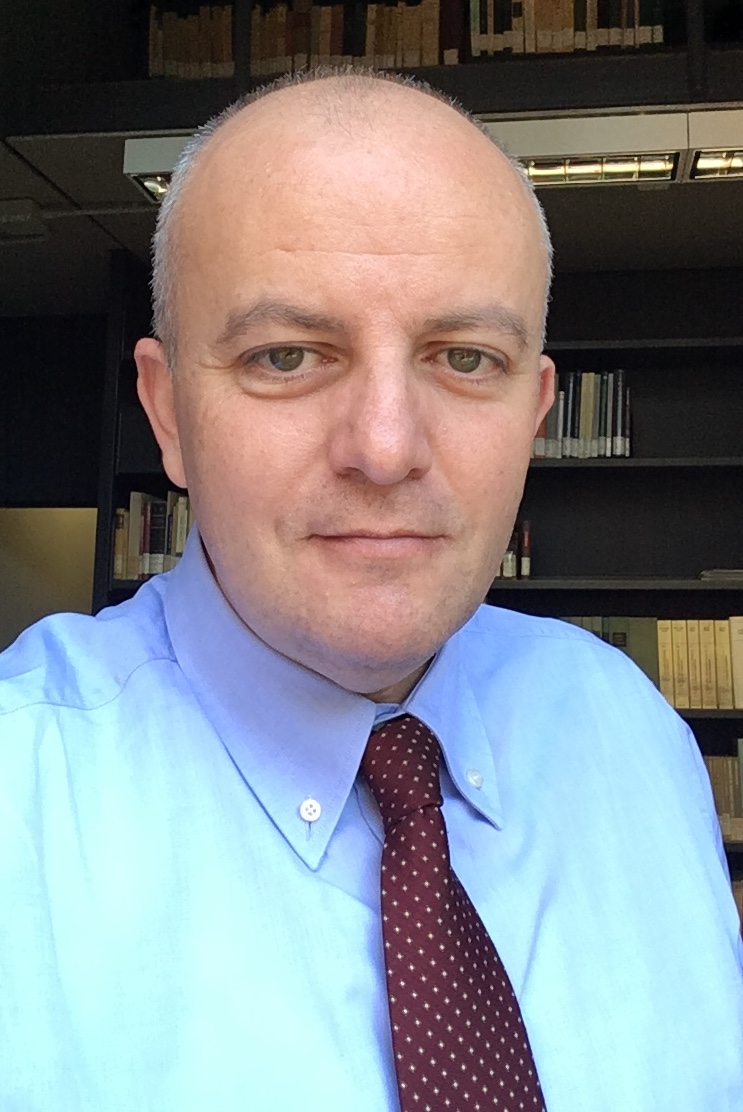
Enrico Galavotti

## Biografia
Allievo di Giuseppe Alberigo, si è laureato in Scienze politiche presso l’Università di Bologna nel 1997.
Ha svolto la sua attività di ricerca presso la Fondazione per le scienze religiose di Bologna, l’Università di Modena e Reggio Emilia, l’Università di Bologna e l’Università di Chieti-Pescara. Si è occupato di storia del papato, di storia della Curia romana, di storia del Concilio Vaticano II e di altre figure e questioni legate al cattolicesimo contemporaneo; ha approfondito in modo particolare le biografie e le opere di Angelo Giuseppe Roncalli-Giovanni XXIII (partecipando tra l'altro all'Edizione Nazionale dei diari di A.G. Roncalli-Giovanni XXIII con l'edizione critica delle agende del patriarca Roncalli), Giuseppe Dossetti e Loris Francesco Capovilla.
Ha insegnato negli atenei di Modena e Reggio Emilia e Bologna ed è membro della Fondazione per le scienze religiose di Bologna dal 1998. È membro dei comitati scientifici della rivista internazionale di teologia «Concilium», dell’Istituto per la Storia dell’Azione Cattolica e del Movimento cattolico in Italia (ISACEM) e dell'Edizione Nazionale delle Opere di Aldo Moro; è membro del collegio di dottorato in Studi storici dal medioevo all’età contemporanea dell’Università di Teramo e del collegio di dottorato nazionale in studi religiosi.

## Opere (una selezione)

### Monografie
- Costituzione Concilio Contestazione. Democrazia e sinodalità nel cattolicesimo italiano del Novecento, Camaldoli, Edizioni Camaldoli, 2019 (insieme a U. De Siervo e M. Margotti)
- Il pane e la pace. L’episcopato di Loris Francesco Capovilla in terra d’Abruzzo, L’Aquila, Textus Edizioni, 2015
- Il professorino. Giuseppe Dossetti tra crisi del fascismo e costruzione della democrazia, 1940-1948, Bologna, Il Mulino, 2013
- Roncalli e Luciani. Da Venezia a Roma, a cura di G. Bernardi, Venezia, Marcianum Press, 2012 (insieme a F. Tonizzi e G. Vian)
- Il giovane Dossetti. Gli anni della formazione, 1913-1939, Bologna, Il Mulino, 2006
- Processo a papa Giovanni. La causa di canonizzazione di A.G. Roncalli (1965-2000), Bologna, Il Mulino, 2005

### Curatele
- G. Dossetti, L’eterno e la storia. Il discorso dell’archiginnasio, EDB, Bologna 2021 (insieme a F. Mandreoli)
- La Chiesa del futuro, «Concilium», LIV/4 (2018) (insieme a T.-M. Courau e S. Knauss)
- Per una revisione del Codice di Diritto Canonico, «Concilium», LII/5 (2016) (insieme a A. Torres Queiruga e F. Wilfred)
- Atlante Storico del Concilio Vaticano II, diretto da A. Melloni, Milano, Jaca Book, 2015 (insieme a F. Ruozzi)
- C. Corghi, Guardare alto e lontano. La mia Democrazia cristiana, a cura di Reggio Emilia, Consulta, 2014
- G. Alberigo, Coscienza di un secolo. Le lezioni del 1997 su Giuseppe Dossetti, ebook FSCIRE, 2013
- G. Forcesi, Il Vaticano II a Bologna. La riforma conciliare nella città di Lercaro e Dossetti, Bologna, Il Mulino, 2011 (insieme a G. Turbanti)
- A.G. Roncalli-Giovanni XXIII, Pace e Vangelo. Agende del patriarca, vol. II, 1956-1958, Bologna, FSCIRE, 2008
- A.G. Roncalli-Giovanni XXIII, Pace e Vangelo. Agende del patriarca, vol. I, 1953-1955, Bologna, FSCIRE, 2008

### Saggi
- L’Archiginnasio d’oro e la profezia di Giuseppe Dossetti, in G. Dossetti, L’eterno e la storia. Il discorso dell’archiginnasio, a cura di E. Galavotti e F. Mandreoli, EDB, Bologna 2021, pp. 63-98
- Axes de développement et prospectives pour une histoire du christianisme, «Revue théologique de Louvain», LXI/4 (2020), pp. 446-467
- Tu Ex Petrus, «Herder Korrespondenz», LXXIV/1 (2020), pp. 20-22
- La diaconia memoriale di Dossetti e Gherardi, in Luciano Gherardi.Un presbitero della Chiesa bolognese negli snodi civili ed ecclesiali del Novecento, Atti dei convegni di Bologna e Marzabotto (3 e 12 ottobre 2019), a cura di S. Marchesani, Marzabotto, Zikkaron, 2020, pp. 275-288
- Il travaglio della profezia. La Chiesa di Carpi tra regime e crisi bellica, in Guerra e pace nella riflessione delle Chiese emiliano-romagnole del ‘900, a cura di M. Tagliaferri, Ravenna, Editrice il Nuovo Diario Messaggero, 2020, pp. 135-146
- Jorge Mario Bergoglio e il Concilio Vaticano II: fonte e metodo, in La teologia di papa Francesco. Fonti, metodo, orizzonte e conseguenze, a cura di F. Mandreoli, Bologna, EDB, 2019, pp. 61-87
- Istanze del rinnovamento teologico a partire dal Vaticano II, «Concilium», LV/3 (2019), pp. 137-146
- Cattolicesimo italiano e democrazia dalla guerra al Vaticano II, «Vita monastica», (2019), pp 53-80
- Francesco Cossiga, in I Presidenti della Repubblica. Il Capo dello Stato e il Quirinale nella storia della democrazia italiana, direzione di S. Cassese, G. Galasso, A. Melloni, vol. I, Bologna, Il Mulino, 2018, pp. 325-363
- La Curia romana e il Vaticano II. Sul diario conciliare di Pericle Felici, «Cristianesimo nella storia», XXXIX/3 (2018), pp. 769-794
- Il governo Della Chiesa. Sulla cultura curiale di Benedetto XV, «Cristianesimo nella storia», XXXIX/2 (2018), pp. 401-422.
- La Chiesa cattolica e la democrazia costituente, in L’età costituente. Italia 1945-1948, a cura di G. Bernardini, M. Cau, G. D’Ottavio, C. Nubola, Bologna, Il Mulino, 2017, pp. 237-257
- Il potere, l’ingiustizia, l’illecito. Dossetti e la geopolitica mediorientale, «Egeria», VI (2017), pp. 53-72
- La storia dei cristiani nell'era digitale, «Cristianesimo nella storia», XXXVIII/2 (2017), pp. 357-380
- From Excommunicated to Common Teacher. Luther and the Ecumenical Movement, in Martin Luther. A Christian between Reforms and Modernity (1517-2017), ed. by A. Melloni, vol II, Berlin/Boston, De Gruyter, 2017, pp. 861-879
- Eccomi nominato papa». Il diario del conclave del 1958 del cardinale Roncalli, «Mélanges de l’École française de Rome - Italie et Méditerranée modernes et contemporaines», CXXVIII/1 (2016), pp. 53-61
- La democrazia “sana” di Pio XII e i progetti dei cattolici italiani per il dopoguerra, in La Chiesa e la “memoria divisa” del Novecento, a cura di A. Deoriti e G. Turbanti, Bologna, Pendragon, 2016, pp. 243-264
- Una riserva della Repubblica. La Democrazia cristiana e la leadership di Giuseppe Dossetti, in «Storia e politica», VII/2 (2015), pp. 348-385
- Il contubernale. Loris Francesco Capovilla e la memoria di san Giovanni XXIII, in «Cristianesimo nella storia», XXXVI/1 (2015), pp. 85-124
- Liturgia e povertà al Concilio Vaticano II, in «Rivista Liturgica», CII/1 (2015), pp. 29-41
- Sulle riforme della curia romana nel Novecento, in «Cristianesimo nella storia», XXXV/3 (2014), pp. 849-890
- Francesco e san Giovanni XXIII. La canonizzazione del Concilio, in «Ioannes XXIII. Annali della Fondazione Papa Giovanni XXIII», II (2014), pp. 55-67
- Il Concilio di papa Francesco, in Il Conclave e papa Francesco. Il primo anno di pontificato, a cura di A. Melloni, Istituto della Enciclopedia Italiana, Roma 2014, pp. 35-69
- La curia romana nel secolo breve. Brevi appunti per una riflessione, in «Concilium», L/1 (2014), pp. 141-147
- Azione politica e Azione cattolica. Luigi Gedda e Carlo Carretto, in Luigi Gedda nella storia della Chiesa e del Paese, a cura di E. Preziosi, AVE, Roma 2013, pp. 375-395
- Cronache da Rossena. Le riunioni di scioglimento della corrente dossettiana nei resoconti dei partecipanti (agosto-settembre 1951), in «Cristianesimo nella storia», XXXII/2 (2011), pp. 563-731
- Verso una nuova era liturgica. Appunti sul contributo di Cipriano Vagaggini al Concilio Vaticano II, in «Vita monastica», LXV/247 (2011), pp. 56-93
- Il dossettismo. Dinamismi, prospettive e damnatio memoriae di un’esperienza politica e culturale, in Cristiani d’Italia. Chiese, società, Stato, 1861-2011, direzione scientifica di A. Melloni, Istituto della Enciclopedia Italiana, Roma 2011, pp. 1367-1387
- Il ruinismo. Visione e prassi politica del presidente della Conferenza Episcopale Italiana, 1991-2007, in Cristiani d’Italia. Chiese, società, Stato, 1861-2011, direzione scientifica di A. Melloni, Istituto della Enciclopedia Italiana, Roma 2011, pp. 1219-1238
- «Solo una specie di famiglia». Albino Luciani e la Conferenza Episcopale Italiana, in Albino Luciani dal Veneto al mondo. Atti del convegno di studi nel XXX della morte di Giovanni Paolo I (Canale d’Agordo - Vicenza - Venezia, 24-26 settembre 2008), a cura di G. Vian, Viella, Roma 2010, pp. 183-224
- Il concilio continua. Giovanni XXIII e la lettera «Mirabilis Ille» del 6 gennaio 1963: introduzione e sinossi critica, in Tutto è grazia. In omaggio a Giuseppe Ruggieri, a cura di A. Melloni, Jaca Book, Milano 2010, pp. 115-169
- «È un cristiano sul serio». Alberigo e l’interpretazione di Giovanni XXIII, in Giuseppe Alberigo (1926-2007). La figura e l’opera storiografica, «Cristianesimo nella storia», XXIX/3 (2008), pp. 761-874
- Religioni e secolarizzazione, in L’età contemporanea, a cura di P. Pombeni, Il Mulino, Bologna 2005,pp. 135-157
- Dell’Acqua sostituto e la politica italiana (1953-1967), in Angelo Dell’Acqua. Prete, diplomatico e cardinale al cuore della politica vaticana (1903-1972), a cura di A. Melloni, Bologna 2004, pp. 119-160
- L’Archivio Roncalli. Il percorso delle carte di Giovanni XXIII, in Un cristiano sul trono di Pietro. Studi storici su Giovanni XXIII, a cura della Fondazione per le scienze religiose Giovanni XXIII di Bologna, Servitium, Sotto il Monte (BG) 2003, pp. 351-360

### Voci di dizionario
- Tondelli, Leone, in Dizionario biografico degli italiani, vol. XCVI, Roma, Treccani, 2019, pp. 162-164
- Pompedda, Mario Francesco, in Dizionario biografico degli italiani, vol. LXXXIV, Roma, Treccani, 2015, pp. 691-694
- Pignedoli, Sergio, in Dizionario biografico degli italiani, vol. LXXXIII, Roma, Treccani, 2015, pp. 643-647
- Dell’Acqua, Angelo, in Dizionario biografico degli italiani, 2015, https://www.treccani.it
- Giuseppe Alberigo, in Enciclopedia italiana di scienze, lettere ed arti, Il contributo italiano alla storia del pensiero, VIII appendice, Storia e politica, direzione scientifica di G. Galasso, Roma, Treccani, 2013, pp. 819-823
- Ottaviani, Alfredo, in Dizionario biografico degli italiani, vol. LXXIX, Roma, Treccani, 2013
- Neri, Umberto, in Dizionario biografico degli italiani, 2013, https://www.treccani.it
- Antonelli, Giacomo, in Dizionario storico dell’Inquisizione, diretto da A. Prosperi, con la collaborazione di V. Lavenia e J. Tedeschi, Edizioni della Normale, vol. I, Pisa 2010, pp. 69-70
- La Pira (Giorgio), in «Dictionnaire d’Histoire et de Géographie Ecclésiastiques», fascicule 175b-176: Langhe-Lashio, cc. 563-569, vol. 30, Letouzey et Ané, Paris 2008